# حاسوب ميكانيكي

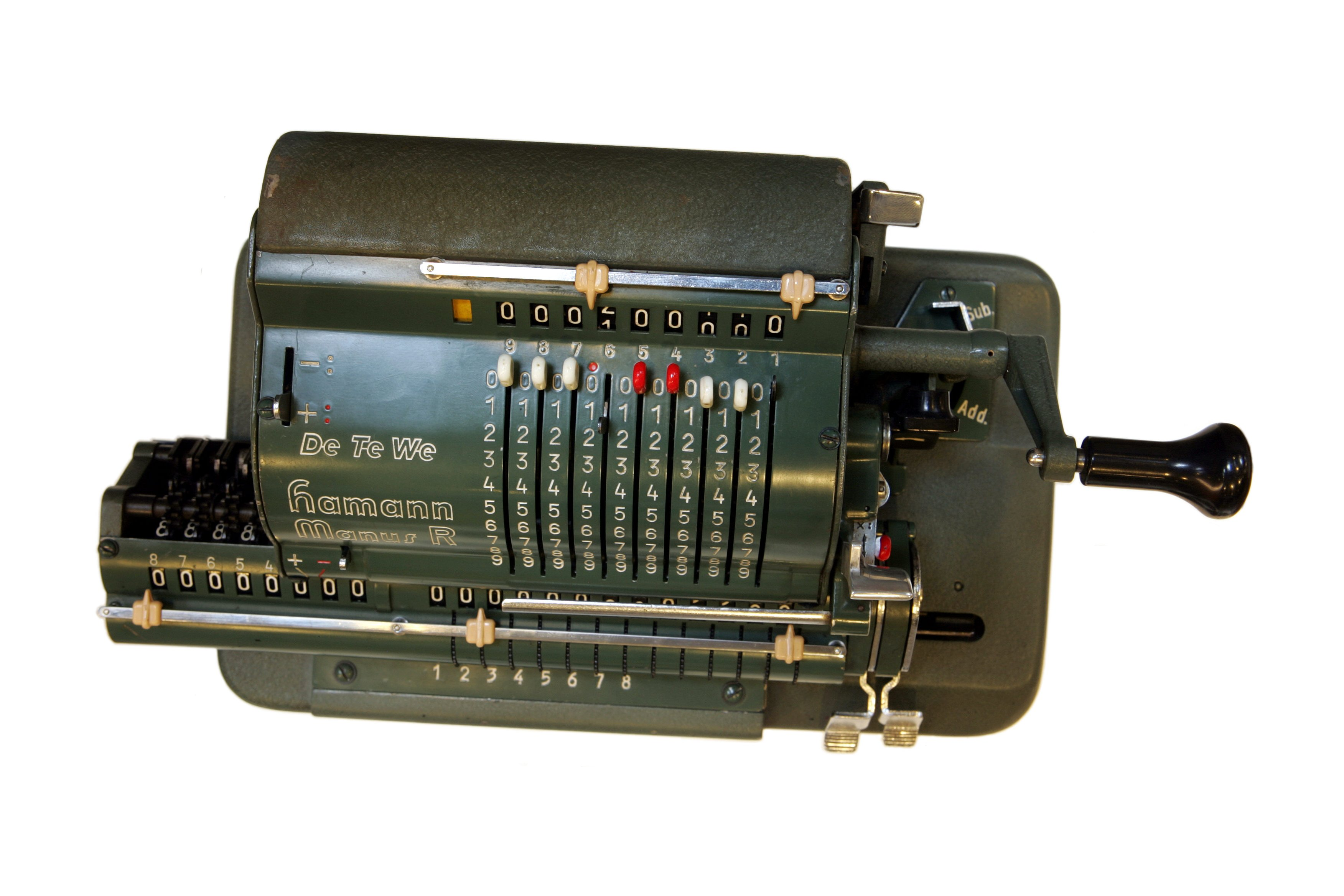
Hamman Manus R

الحاسوب الميكانيكي هو جهاز حاسوب مبني حصرا بمكونات ميكانيكية كمقابض والمسننات وغيرها. ولا وجود لأي مكونات إلكترونية.

## حاسوب نصف ميكانيكي
الحواسيب الكهربائية الأولى احتوت على أجزاء ميكانيكية هامة يمكن أن تلقب حواسيب نصف ميكانيكية.
منها Howard Mark I حاسوب صنعه «هوورد آيكن» لأغراض علمية وبدعم مادي من قبل شركة آي بي إم، في عام 1944م.
يعتمد هذا الجهاز في عمله على دواليب ومسننات وأذرع ميكانيكية، كما يستخدم الطاقة الكهربائية في إنجاز عمله. فعملية الجمع استغرقت 0.3 ثانية أمّا ضرب عددين من 23 خانة يستغرق 6 ثوان.